# Olympische Sommerspiele 1976/Kanu – Zweier-Canadier 1000 m (Männer)
Die Wettkämpfe im Zweier-Canadier über 1000 Meter bei den Olympischen Sommerspielen 1976 wurden vom 29. bis 31. Juli auf der Île Notre-Dame ausgetragen. 
Es wurden zwei Vorläufe, zwei Hoffnungsläufe, drei Halbfinals und ein Finale ausgetragen.
Olympiasieger wurde das sowjetische Boot mit Serhij Petrenko und Alexander Winogradow.

## Ergebnisse

### Vorläufe
Die jeweils ersten drei Boote qualifizierten sich für die Halbfinals, die restlichen Boote für den Hoffnungslauf.

#### Vorlauf 1
| Rang | Athleten                          | Nation           | Zeit        |
| ---- | --------------------------------- | ---------------- | ----------- |
| 1    | Jerzy Opara Andrzej Gronowicz     | Polen            | 3:52,58 min |
| 2    | Jiří Čtvrtečka Tomáš Šach         | Tschechoslowakei | 3:54,06 min |
| 3    | Detlef Bothe Hans-Jürgen Tode     | DDR              | 3:55,73 min |
| 4    | Iwan Burtschin Krassimir Christow | Bulgarien        | 3:57,13 min |
| 5    | Hermann Glaser Heinz Lucke        | BR Deutschland   | 3:57,41 min |
| 6    | Tiziano Annoni Ilario Passerini   | Italien          | 3:59,60 min |
| 7    | Jeremy Abbott John Edwards        | Kanada           | 4:02,07 min |
| 8    | Roberto Altamirano Juan Martínez  | Mexiko           | 4:38,91 min |

#### Vorlauf 2
| Rang | Athleten                             | Nation             | Zeit        |
| ---- | ------------------------------------ | ------------------ | ----------- |
| 1    | Serhij Petrenko Alexander Winogradow | Sowjetunion        | 3:47,62 min |
| 2    | Gheorghe Danielov Gheorghe Simionov  | Rumänien           | 3:48,57 min |
| 3    | Bernt Lindelöf Erik Zeidlitz         | Schweden           | 3:49,53 min |
| 4    | Alain Acart Jean-Paul Cézard         | Frankreich         | 3:51,35 min |
| 5    | Tamás Buday Oszkár Frey              | Ungarn             | 3:52,23 min |
| 6    | Mitsuhide Hata Atsunobu Ogata        | Japan              | 4:05,78 min |
| 7    | Chuck Lyda András Törő               | Vereinigte Staaten | 4:21,19 min |

### Hoffnungsläufe
Die ersten drei Boote der Hoffnungsläufe erreichten das Halbfinale.

#### Hoffnungslauf 1
| Rang | Athleten                          | Nation             | Zeit        |
| ---- | --------------------------------- | ------------------ | ----------- |
| 1    | Tamás Buday Oszkár Frey           | Ungarn             | 3:44,20 min |
| 2    | Iwan Burtschin Krassimir Christow | Bulgarien          | 3:52,00 min |
| 3    | Tiziano Annoni Ilario Passerini   | Italien            | 3:54,57 min |
| 4    | Roberto Altamirano Juan Martínez  | Mexiko             | 3:59,04 min |
| 5    | Chuck Lyda András Törő            | Vereinigte Staaten | 4:04,96 min |

#### Hoffnungslauf 2
| Rang | Athleten                      | Nation         | Zeit        |
| ---- | ----------------------------- | -------------- | ----------- |
| 1    | Hermann Glaser Heinz Lucke    | BR Deutschland | 3:50,68 min |
| 2    | Alain Acard Jean-Paul Cézard  | Frankreich     | 3:51,71 min |
| 3    | Mitsuhide Hata Atsunobu Ogata | Japan          | 3:52,97 min |
| 4    | Jeremy Abbott John Edwards    | Kanada         | 3:54,33 min |

### Halbfinalläufe
Die ersten drei Boote der Halbfinals erreichten das Finale.

#### Lauf 1
| Rang | Athleten                        | Nation         | Zeit        |
| ---- | ------------------------------- | -------------- | ----------- |
| 1    | Jerzy Opara Andrzej Gronowicz   | Polen          | 3:59,34 min |
| 2    | Bernt Lindelöf Erik Zeidlitz    | Schweden       | 4:00,26 min |
| 3    | Hermann Glaser Heinz Lucke      | BR Deutschland | 4:00,49 min |
| 4    | Tiziano Annoni Ilario Passerini | Italien        | 4:02,39 min |

#### Lauf 2
| Rang | Athleten                             | Nation      | Zeit        |
| ---- | ------------------------------------ | ----------- | ----------- |
| 1    | Serhij Petrenko Alexander Winogradow | Sowjetunion | 3:57,42 min |
| 2    | Detlef Bothe Hans-Jürgen Tode        | DDR         | 3:58,26 min |
| 3    | Iwan Burtschin Krassimir Christow    | Bulgarien   | 3:58,74 min |
| 4    | Alain Acard Jean-Paul Cézard         | Frankreich  | 3:59,80 min |

#### Lauf 3
| Rang | Athleten                            | Nation           | Zeit        |
| ---- | ----------------------------------- | ---------------- | ----------- |
| 1    | Gheorghe Danielov Gheorghe Simionov | Rumänien         | 3:55,12 min |
| 2    | Tamás Buday Oszkár Frey             | Ungarn           | 3:55,43 min |
| 3    | Jiří Čtvrtečka Tomáš Šach           | Tschechoslowakei | 4:12,24 min |
| 4    | Mitsuhide Hata Atsunobu Ogata       | Japan            | 4:14,75 min |

### Finale
| Rang | Athleten                             | Nation           | Zeit        |
| ---- | ------------------------------------ | ---------------- | ----------- |
| 1    | Serhij Petrenko Alexander Winogradow | Sowjetunion      | 3:52,76 min |
| 2    | Gheorghe Danielov Gheorghe Simionov  | Rumänien         | 3:54,28 min |
| 3    | Tamás Buday Oszkár Frey              | Ungarn           | 3:55,66 min |
| 4    | Jerzy Opara Andrzej Gronowicz        | Polen            | 3:59,56 min |
| 5    | Detlef Bothe Hans-Jürgen Tode        | DDR              | 4:00,37 min |
| 6    | Jiří Čtvrtečka Tomáš Šach            | Tschechoslowakei | 4:01,48 min |
| 7    | Iwan Burtschin Krassimir Christow    | Bulgarien        | 4:02,44 min |
| 8    | Hermann Glaser Heinz Lucke           | BR Deutschland   | 4:03,86 min |
| 9    | Bernt Lindelöf Erik Zeidlitz         | Schweden         | 4:07,84 min |

## Weblink
- Ergebnisse